# Sarah Toumi
Sarah Toumi là một doanh nhân người Tunisia, người đã làm việc trong việc đảo ngược sa mạc hóa ở quê nhà.

## Cuộc sống ban đầu
Sarah Toumi sinh ra ở Pháp; Cha bà là người Tunisia trong khi mẹ bà là người Pháp. Khi sống ở Paris năm 2008, Sarah Toumi đã thành lập Dream, một chương trình kết nối và ươm tạo cho sinh viên môi trường.

## công tác môi trường
Sau khi trở về Tunisia vào năm 2012, bà đã thành lập dự án Acacias for All, nhằm tìm cách chống lại tình trạng sa mạc hóa đang diễn ra ở đất nước này. Toumi đã được truyền cảm hứng sau khi đến thăm Bir Salah nơi ông nội bà sống, và thấy sự khác biệt trong một khoảng thời gian kéo dài mà sa mạc hóa và thiếu nước trên vùng đất xung quanh. bà đã thấy tác động này đối với phụ nữ địa phương, những người bị thúc đẩy làm việc trong các công việc được trả lương thấp ở các thành phố.
Sau khi Bộ Môi trường từ chối kế hoạch, bà thấy rằng các ngân hàng Tunisia sẽ không cho bà vay bất kỳ vốn khởi nghiệp nào vì bà là nữ. Sau đó, bà giải thích: "Mỗi lần tôi nhận được không, đó là một động lực cho tôi. Tôi nhận ra rằng tôi sẽ đấu tranh cho quyền bình đẳng của phụ nữ trong xã hội và Acacias cho tất cả nên là bước đầu tiên ". Thay vào đó, bà gọi vốn cộng đồng, đạt 3.000 Euro.
Toumi đã điều chỉnh nó để cho phép nông dân địa phương sử dụng acacias để tạo nguồn thu nhập thông qua việc bán kẹo cao su và dầu từ cây moringa chịu hạn. Mặc dù bà đảm bảo rằng những người nông dân ban đầu đều là phụ nữ, bà nhận ra rằng bà muốn thấy sự bình đẳng giữa cả hai giới và bao gồm cả những người nông dân nam trong công đoàn được hình thành thông qua công việc.
Với công việc của mình trong dự án này, bà được mệnh danh là người Ả Rập hoặc người châu Phi duy nhất trong danh sách Forbes 30 doanh nhân dưới 30 tuổi năm 2016. Dự án này sau đó đã được gọi là 1milliontrees4Tunisia, với Toumi trở thành một trong 30 người chiến thắng Giải thưởng Rolex cho Doanh nghiệp năm 2016; lần đầu tiên bất kỳ người Tunisia nào đã giành giải thưởng. Toumi thấy việc sử dụng cây xanh để chống sa mạc hóa được áp dụng trên toàn cầu.
Vào tháng 10 năm 2021, Sarah Toumi đang phát triển một nền tảng để số hóa mô hình của mình và do đó cải thiện khả năng truy xuất nguồn gốc của các dự án của cô để có thể nhân bản chúng tốt hơn. Hơn bao giờ hết, người tự mô tả mình là "nhà thám hiểm của một thế giới đang thay đổi" tin tưởng vào cuộc cách mạng xanh mà cô ấy muốn khởi động ở Tunisia và hơn thế nữa.

## Cộng đồng doanh nhân
Năm 2011, cùng với HHR Mahbouli và Asma Mansour, Toumi thành lập Trung tâm khởi nghiệp xã hội Tunisia, chuyên làm cho doanh nghiệp xã hội trở thành nền tảng cho nền kinh tế Tunisia.